# 138016 Kerribeisser
138016 Kerribeisser este o planetă minoră (asteroid) din centura de asteroizi. A fost descoperită pe 6 februarie 2000 la Observatorul Național Kitt Peak de Marc Buie⁠(d). 
Obiectul prezintă o orbită caracterizată de o semiaxă mare de 2,4175789645504 UAi, o excentricitate de 0,21, o înclinație de 3,9 ° în raport cu ecliptica.